# ألدوستيرونية أولية
فرط الألدوستيرونية هي إحدى اضطرابات الغدة الكظرية (غدة صغيرة موجودة فوق الكلى) حيث تقوم الغدة الكظرية بإنتاج كمية كبيرة جدا من هرمون الألدوستيرون مما يتسبب في احتفاظ الجسم بالصوديوم وفقد البوتاسيوم بالبول.
في الأحوال الطبيعية يتم تنسيق العمل بين الصوديوم والبوتاسيوم للمساعدة في الحفاظ على توازن السوائل بالجسم، وذلك بنقل الإشارات العصبية، وانقباض وانبساط عضلات الجسم. وعادة يتم إنتاج كمية محددة من هرمون الألدوستيرون بواسطة الغدة الكظرية. لكن في حالة زيادة كمية هرمون الألدوستيرون التي تنتجها الغدة الكظرية فهذا يؤدي إلى احتفاظ الجسم بالصوديوم وبالتالي الاحتفاظ بالسوائل بالجسم مما يتسبب في ارتفاع ضغط الدم.
و مرض فرط الألدوستيرونية أكثر انتشارا في الأشخاص المصابين بارتفاع شديد في ضغط الدم. ويعتمد علاج المرض على علاج السبب في الإصابة به.

## الأسباب
يوجد بالجسم غدتان كظريتان Adrenal glands، واحدة فوق الكلية اليمنى، والأخرى فوق الكلية اليسرى.
و الغدة الكظرية عبارة عن غدة صغيرة الحجم (نصف حجم أصبع الإبهام). وتقوم بإنتاج هرمونات تتحكم في تنظيم الأيض metabolism، جهاز المناعة، ضغط الدم، ووظائف أخرى ضرورية للجسم.
و من الهرمونات التي تقوم الغدة الكظرية بإنتاجها هرمون الألدوستيرون aldosterone المسئول عن التوازن بين الصوديوم والبوتاسيوم بالجسم. وفي حالة الإصابة بالألدوستيرونية فإن الغدة الكظرية تقوم بإنتاج كمية من هرمون الألدوستيرون أكثر من الطبيعي مما يتسبب في اختلال التوازن بين عنصري الصوديوم والبوتاسيوم بالجسم فيقوم الجسم بالاحتفاظ بالصوديوم وفقد البوتاسيوم بالبول.
و تتمثل أسباب الإصابة بالمرض في الآتي:
- زيادة إنتاج هرمون الالدوستيرون (تنتجه الغدتان الكظريتان adrenal gland)، وهذا الفائض يجعل الجسم يحتجز الكثير جدآ من الملح والأقل القليل من البوتاسيوم، واحتجاز الجسم للملح يمكن أن يسبب إحتجازآ retention للسوائل وارتفاع في ضغط الدم.
- في حالات نادرة تحدث الالدوستيرونية بسبب ورم أو تضخم عام في الغدة الكظرية، وهذه تسمى الالدوستيرونية الأولية أو متلازمة كون Conn's Syndrome
- في حالات أكثر تنتج الالدوستيرونية من حالة تقلل توارد الدم إلى الكليتين: مثل تليف الكبد أو هبوط القلب، وهذه تسمى الالدوستيرونية الثانوية.
- التغيرات وراثية genetic mutations.

## الأعراض
تشتمل أعراض الالدوستيرونية على :
- ارتفاع ضغط الدم high blood pressure (الناتج عن ارتفاع مستوى الصوديوم).
- الإعياء.
- الضعف والتشنج العضلي muscle weakness (الناتج عن انخفاض مستوى البوتاسيوم low potassium levels).
- الشعور بالعطش.
- امرارآ متكررآ لكميات كبيرة من البول excess urination

## طرق التشخيص
عند وجود ارتفاع في ضغط الدم وانخفاض في مستوى البوتاسيوم بالدم يتم إجراء بعض الفحوصات لتأكيد الإصابة بالألدوستيرونية.
1- قياس مستوى الألدوستيرون aldosterone والرينين renin بالدم: في حالة الإصابة بالألدوستيرونية يكون هناك ارتفاع شديد في مستوى الألدوستيرون. والرينين عبارة عن إنزيم يتم إفرازه من الكلى ويساعد في تنظيم ضغط الدم. والعديد من المصابين بارتفاع ضغط الدم لديهم انخفاض في مستوى الرينين.
و هناك بعض العوامل تؤثر في نتيجة هذا الاختبار مثل تناول الصوديوم في الغذاء، مستوى البوتاسيوم بالدم، بعض الأدوية.
لذلك قبل إجراء الاختبار هناك بعض الإرشادات البسيطة مثل الإقلال من الصوديوم بالطعام، تناول أدوية (في صورة قرص) للتحكم في مستوى البوتاسيوم، والابتعاد عن أي أدوية تؤثر على نتيجة الاختبار.
2- اختبار قياس مستوى الألدوستيرون بعد زيادة مستوى الصوديوم: يتم زيادة مستوى الصوديوم بالدم عن طريق زيادة الصوديوم بالطعام لمدة 3 أيام قبل إجراء الاختبار أو إعطاء محلول ملح بالوريد عدة ساعات قبل إجراء الاختبار. ثم يتم قياس مستوى الألدوستيرون بالدم. إذا ظل مستوى الألدوستيرون مرتفع فذلك يشير إلى الإصابة بفرط الألدوستيرونية.
3- أشعة مقطعية على البطن Abdominal CT Scan: تساعد في تحديد وجود ورم أو تضخم بالغدة الكظرية.

## العلاج
يعتمد علاج فرط الألدوستيرونية على علاج السبب المؤدي إلى الإصابة بالمرض.
1- في حالات زيادة نشاط الغدتان الكظريتان Bilateral adrenal hyperplasia : يستخدم الألداكتون Aldactone. ويعمل هذا الدواء على علاج ارتفاع ضغط الدم وانخفاض مستوى البوتاسيوم. والأعراض الجانبية له تتمثل في: تضخم الثدي للرجال، ضعف الرغبة الجنسية، ضعف الانتصاب، اضطراب الدورة الشهرية، واضطراب الجهاز الهضمي.
2- في حالات وجود ورم حميد بالغدة الكظرية Aldosteronoma: يتم اللجوء أحيانا إلى استئصال الغدة الكظرية adrenalectomy.
3- بجانب العلاج الدوائي يجب على المريض الالتزام بنظام غذائي وأسلوب حياة صحي:
- الحد من الصوديوم بالطعام عن طريق: التركيز على الطعام الطازج، وتجنب التوابل والملح بالطعام.
- الاعتماد على الحبوب، الخضروات، ومنتجات الألبان القليلة الدسم للتخلص من الوزن الزائد والتحكم في ضغط الدم.
- محاولة الوصول إلى الوزن الصحي للتحكم في ارتفاع ضغط الدم.
- المواظبة على التمارين الرياضية. وابسط الطرق هي المشي لمدة 30 دقيقة يوميا.
- الابتعاد عن التدخين.
- تجنب المشروبات التي تحتوي على الكافيين (القهوة، الكاكاو، الشاي، الكولا) والكحوليات